# 東洋紡
東洋紡株式会社（とうようぼう、英：TOYOBO CO., LTD.）は、大阪府大阪市北区梅田に本社を置く、繊維を中心に化成・バイオ・医薬など高機能製品の開発・製造を行う日本の大手総合化学メーカー。東証プライム上場（2023年まで日経平均株価の構成銘柄の一つであった）。

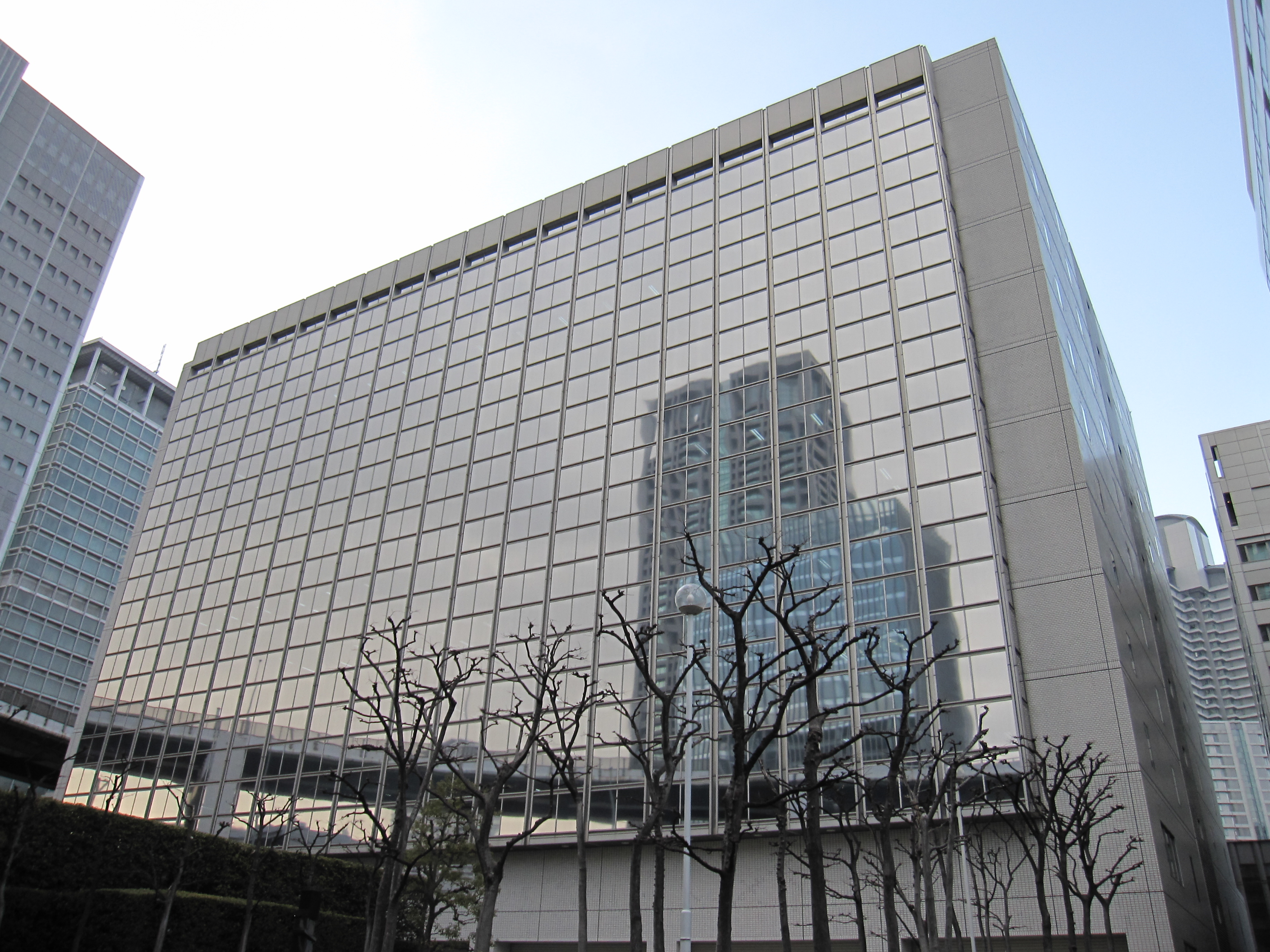
旧東洋紡本社ビル

1882年（明治15年）創業の日本の紡績業界の名門である。かつての「六大紡（東洋紡・日紡・鐘紡・富士紡・日清紡・日東紡）」の筆頭としてその名を知られているが、現在では繊維以外の部門が高い割合を占める。
旧商号は東洋紡績株式会社（とうようぼうせき）だが、2012年（平成24年）に従来の通称を用いた商号変更を実施した。一時期は「ゆたかな未来のパートナー」「生活創造企業」「Ideas & Chemistry」のスローガンを掲げていたが、2022年5月以降は「Beyond Horizons」をスローガンとしている。

## 社史

### 沿革
- 1879年（明治12年）- 山辺丈夫（初代社長）が渋沢栄一・藤田伝三郎・松本重太郎等財界人の援助により、紡績事業計画を策定する。
- 1882年（明治15年）- 東洋紡の基盤となる大阪紡績株式会社を設立する。日本初の本格的な紡績会社として操業を開始する。三重紡績所運転開始[2]。
- 1886年（明治19年） - 三重紡績株式会社を設立する。三重紡績所を主力工場にして企業合併で繊維工場設備を吸収する[2]。
- 1888年（明治21年）- 金巾製織株式会社を設立する。
- 1906年（明治39年）- 金巾製織と大阪紡績が合併する。
- 1914年（大正3年）- 大阪紡績と三重紡績が合併して東洋紡績株式会社が設立される。
- 1923年（大正12年）- 伊勢紡織を合併する。
- 1926年（昭和元年）- 名古屋絹紡を合併する。
- 1927年（昭和2年）- レーヨン事業に進出する。
- 1931年（昭和6年）- 大阪合同紡績（1900年1月設立）を合併する[3]。
- 1932年（昭和7年）- 井波工場操業開始[3]。
- 1935年（昭和10年） - 入善工場（10月3日落成[4]）操業開始[3]。
- 1936年（昭和11年）- 和泉紡績を合併する。
- 1941年（昭和16年）- 吉見紡織、和泉織物、内外紡績、琴浦紡績を合併する。
- 1942年（昭和17年）- 福島人絹、東洋毛絲紡績、東洋毛織工業、日本毛絲紡績を合併する。
- 1947年（昭和22年）- 昭和天皇が忠岡工場に行幸（昭和天皇の戦後巡幸）[5]。
- 1949年（昭和24年）- 株式を公開する。東洋染色を合併する。
- 1951年（昭和26年）- 東洋紡ニューヨーク事務所を設立、海外進出の強化を図る。
- 1955年（昭和30年）- 戦後日本の海外進出の先駆け、「東洋紡ブラジル」を設立。
- 1956年（昭和31年）- 合繊事業への進出。
- 1958年（昭和33年）- アクリル繊維の生産を開始。
- 1963年（昭和38年）- フイルム事業へ進出。
- 1966年（昭和41年）- 呉羽紡績（1929年7月設立）を合併する。
- 1970年（昭和45年）- プラスチック事業に進出。
- 1972年（昭和37年）- バイオ事業に進出。
- 1975年（昭和51年）- ポリエステルスパンボンドの生産を開始。
- 1978年（昭和53年）- 機能膜事業へ進出。
- 1982年（昭和57年）- 創立100周年を迎える。東洋紡百周年記念バイオテクノロジー研究財団を設立。遺伝子工学用酵素の研究開発を開始。
- 1983年（昭和58年）- 電子材料の開発を本格化。
- 1988年（昭和63年）- 東洋紡ペットコードを合併する。
- 1997年（平成9年） - スパンボンド製造部門でISO9001の認証、人工腎臓用中空糸膜製造部門でISO9001、EN46001の認証を取得。エンジニアリングプラスチック製造部門および逆浸透膜とモジュール製造部門でもISO9001の認証を取得[6]。
- 2001年（平成13年）- 日本マグファンを合併する。
- 2010年（平成22年）3月1日 - 東洋化成工業を合併し、当社精密化学品事業本部とする。
- 2012年（平成24年）- 創立130周年を機に商号を東洋紡株式会社に変更。
- 2013年（平成25年）- ポリエステル繊維を使ったタイヤコード事業から撤退[7]
- 2015年（平成27年）- ペットボトル用樹脂の製造中止とポリエステル樹脂原料事業からの撤退を発表[8]。
- 2016年（平成28年）- ブラジル現地法人の繊維事業及び香港事業所について休止を発表[9][10]
- 2017年（平成29年）- 岩国事業所から薬液（メチルエチルケトン）流出。排水路を通じて海に最大で108リットル流出[11]。
- 2018年（平成30年）
  - 7月7日 - 敦賀事業所・敦賀バイオ工場の酵素製造工程で、遺伝子組換えをした酵母を含む水性液体が流出する事故が発生[12]。
  - 9月6日 - 当社敦賀事業所第二事業所内の敦賀機能材工場で火災事故発生[13]。
- 2019年（平成31年）
  - 4月8日 - 旧三重工場の敷地内にある倉庫で火災事故が発生[14]。
  - 6月4日 - 当社医療機器事業部長が詐欺容疑で大阪府警に逮捕された[15]。
- 2020年（令和2年）9月27日 - 犬山工場で火災。男性社員3人が病院に搬送され、うち2人が死亡[16]。
- 2021年（令和3年）- 電子部品に使われる樹脂部品「プラナック」「バイロペット」「グラマイド」「ペルプレン」の安全認証を意図的に不正取得したとして、品質管理の国際認証（ISO9001）及び、安全試験を手掛ける米アンダーライターズ・ラボラトリーズ（UL）からの安全認証計217品目を、全て取り消された[17][18]。
- 2022年（令和4年）
  - 創業140周年を機に、コーポレートロゴを約60年ぶりに変更。
  - 3月 - 富山事業所が所管する井波工場と入善工場を廃止して庄川工場に集約[3]。
  - 5月9日 - 本社を大阪市北区堂島浜の東洋紡ビルディングから同区梅田の大阪梅田ツインタワーズ・サウスに移転[19]。

### 合併沿革
大阪紡績の歴史（1882年5月創設 - 1914年6月に三重紡績と対等合併して東洋紡績株式会社になる）
- 大阪織布（大阪府内に1887年5月創設 - 1890年10月に大阪紡績に吸収合併される）
- 伏見紡績（京都府内に1895年12月創設 - 1900年5月に平安紡績に吸収合併される）
- 平安紡績（京都府内に1895年9月創設 - 1904年2月に神戸紡績に改称）
- 神戸紡績（兵庫県神戸市に平安紡績の改称により1904年創設 - 1905年5月に大阪紡績に吸収合併される）
- 金巾製織（1888年8月創設 - 1906年6月に大阪紡績と合併）
- 宇和紡績（1888年6月創設 - 1895年4月に白石紡績所に改称）
- 白石紡績所（1895年4月に宇和紡績書の改称により創設 - 1907年4月に大阪紡績に吸収合併される）

三重紡績の歴史（1886年6月創設 - 1914年6月に大阪紡績と対等合併して東洋紡績株式会社になる）
- 三重紡績所（三重県で1890年4月創設 - 1886年7月に三重紡績会社に改組）※最初の東洋紡の紡績工場
- 伊勢中央紡績（1896年2月創設 - 1897年2月に三重紡績に吸収合併される）
- 伊勢紡績（1895年9月創設 - 1901年2月に三重紡績に吸収合併される）
- 尾張紡績（愛知県内に1887年3月創設 - 1905年10月に三重紡績に吸収合併される）
- 津島紡績（愛知県内に1895年3月創設 - 1906年9月に三重紡績に吸収合併される）
- 浪華紡績（大阪府内に1887年4月創設 - 1899年6月に西成紡績所に改称）
- 西成紡績所（浪華紡績の改称により1899年6月創設 - 1906年12月に三重紡績に吸収合併される）
- 知多紡績（愛知内に1896年8月創設 - 1907年8月に三重紡績に吸収合併される）
- 桑名紡績（三重県桑名に1896年1月創設 - 1907年8月に三重紡績に吸収合併される）
- 下野紡績所（栃木県に1885年1月創設 - 1887年6月に下野紡績に改称）

## 事業内容
繊維事業を出発点に、化成品、機能材、バイオ・メディカルへと事業領域を拡大してきた歴史があり、2001年（平成13年度）以降は非繊維部門の売上高が50%を超えている。
- 各種繊維工業品、合成樹脂およびその成形品、各種科学工業品ならびに生化学品、医薬品および関連商品製造・加工・販売、電子機器、理科学機器、医療用具およびその関連機器。
- 各種プラントおよび機器の設計・製作・販売。
- 各種技術・情報の販売。
- 不動産事業（東洋紡績富田工場跡地・東洋紡績伊勢工場跡地など工場跡地の不動産賃貸事業）

## 事業所

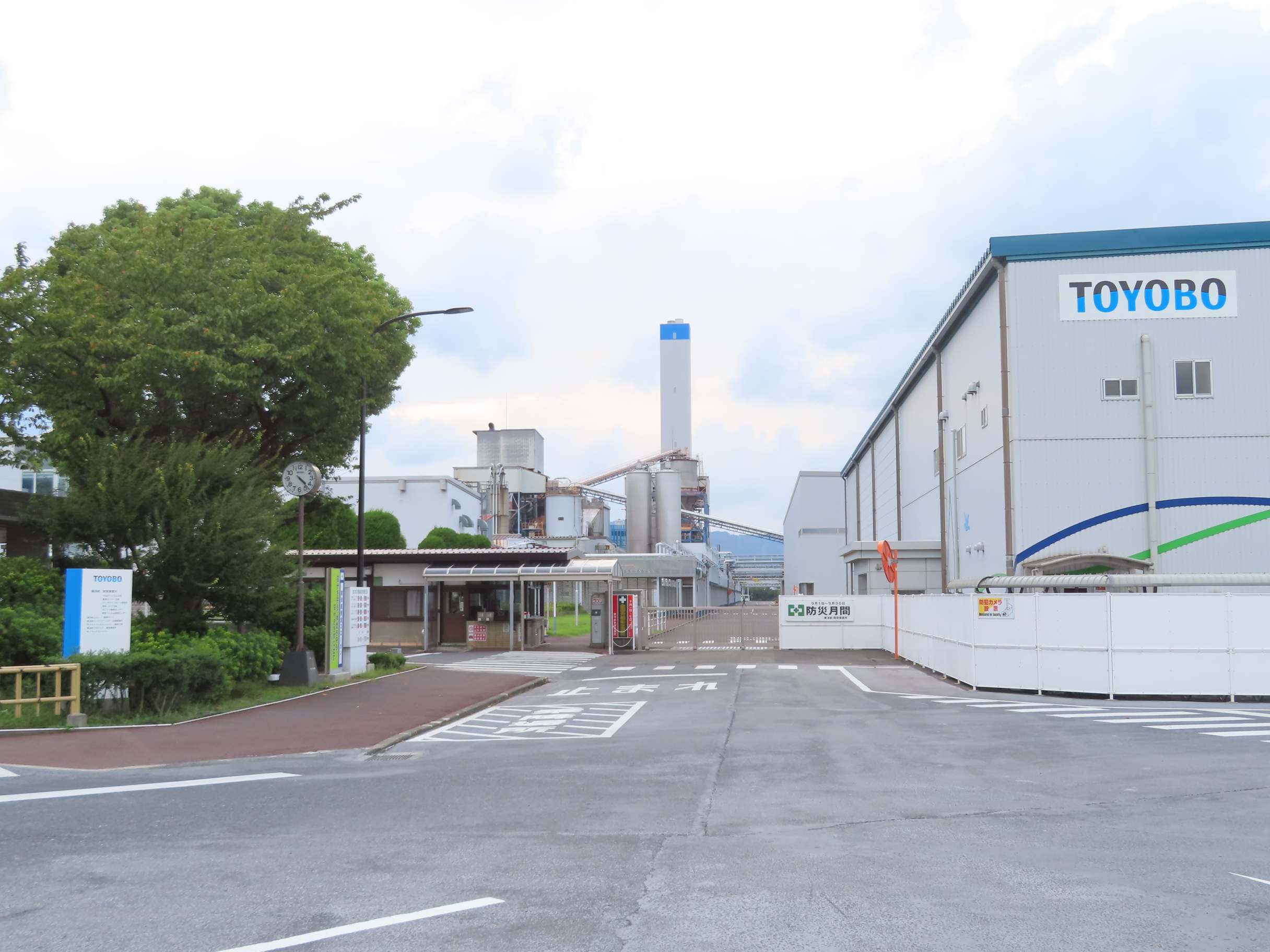
敦賀事業所・敦賀工場（福井県敦賀市）

- 本社：〒530-8230　大阪市北区梅田1丁目13番1号 大阪梅田ツインタワーズ・サウス
- 東京支社：〒104-8345  東京都中央区京橋1-17-10 住友商事京橋ビル
- 名古屋支社：〒452-0805 名古屋市西区市場木町390 ミユキビル
- 九州営業所：〒812-0013 福岡市博多区博多駅東2-17-5 A.R.K.ビル
- 事業所
  - 富山事業所：〒939-0295 富山県射水市犬内50番地
  - 敦賀事業所：〒914-8550 福井県敦賀市東洋町10-24
  - 岩国事業所：〒740-8567 山口県岩国市灘町1-1
- 総合研究所：滋賀県大津市堅田2-1-1
- 敦賀バイオ研究所：福井県敦賀市
- 工場：大規模な繊維製造をする主力工場と東洋紡の専門工場がある。
  - 主力工場：敦賀工場（福井県敦賀市で東洋紡の本社工場の機能がある）・岩国工場（山口県岩国市の大規模紡績工場）・犬山工場（愛知県犬山市）の3つの大規模工場が主力工場となっている。
  - 専門工場
    - 北陸地方の3工場（東洋紡入善工場（富山県入善町）、東洋紡井波工場（富山県南砺市）、東洋紡庄川工場（富山県射水市））
      - 富山事業所が所管。入善工場と井波工場で糸を生産し、庄川工場で織布や加工を行っていた。2022年（令和4年）3月に井波工場と入善工場を廃止して庄川工場に集約[3]。

    - 三重紡績の発祥地（東洋紡三重工場（三重県四日市市に立地する工場。現在は御幸毛織株式会社及びトーヨーニットの四日市工場となっている）
      - 東洋紡績テクノウール管轄の三重県四日市楠地区に立地する工場（東洋紡績楠工場）

    - 東洋紡績の発祥地の関西地方の紡績工場（東洋紡高砂工場（兵庫県高砂市）
    - 大津医薬工場（滋賀県大津市）

- 主要海外拠点
  - 東洋紡（米国）株式会社 TOYOBO U.S.A., INC.（ニューヨーク）
  - 東洋紡高機能製品貿易（上海）有限公司 TOYOBO (SHANGHAI) CO., LTD.（上海）
  - 台灣東洋紡股份有限公司 TOYOBO (TAIWAN) CO., LTD.（台北）
  - 東洋紡（タイ）株式会社 TOYOBO (THAILAND) CO., LTD.（バンコク）
  - 東洋紡ブラジルホールディングス有限会社 TOYOBO DO BRASIL PARTICIPACOES LTDA.（サンパウロ）
  - 東洋紡ケミカルズヨーロッパ有限会社 TOYOBO Chemicals Europe GmbH（デュッセルドルフ）

## グループ企業

### 繊維の製造販売関連
- 呉羽テック
- 東洋紡ユニプロダクツ
- 東洋クロス
- 東洋紡フェアトーン
- 日本エクスラン工業
- 御幸毛織
- ユウホウ
- 東洋紡カンキョーテクノ

### サービス関連
- 東洋紡STC
- 東洋紡ロジクティクス
- 東洋紡エンジニアリング

- 東洋紡システムクリエート
- 東洋紡パッケージング・プラン・サービス
- 東洋紡不動産
- 東洋紡リビングサービス

### その他製造販売
- クレハエラストマー - 2019年1月8日付を以ってマクセルホールディングス（旧・日立マクセル）へ譲渡
- コスモ電子(四日市コンビナート付近の東洋紡績塩浜工場の跡地）
- 日本ユピカ

### 過去のグループ企業
- 東洋ゴム工業 - 現：TOYO TIRE
- 東洋工機 - 現：パジェロ製造
- 東洋化成工業[注釈 1] - 現：同社化成品部門
- クレハ - クレラップなどで知られる化学メーカー。旧呉羽紡績の化学部門より「（旧）呉羽化学工業」として分社化された。
- 呉羽自動車工業 - 現：三菱ふそうバス製造
- 富山紡績 - のち日平トヤマ、現：コマツNTC
- ダイヤ毛糸[注釈 1]

## スポンサー番組（全て過去）
- はーい!アグネス→ハッピー・アグネス（毎日放送制作・NET系列、一社提供）
- ウィークエンドモーニングショー（毎日放送制作・NET系列）
- 八木治郎ショー（毎日放送制作・NET→TBS系列）
- 八木治郎ショー・いい朝8時→すてきな出逢い いい朝8時（毎日放送制作・TBS系列）
- ダウトをさがせ!（同上・一時期のみ）
- 朝だ!生です旅サラダ（朝日放送制作・テレビ朝日系列）
- 世界痛快伝説!!運命のダダダダーン!（同上）
- ビッグスポーツ（テレビ朝日系列・途中から）
- ダイキンオーキッドレディスゴルフトーナメント（TBS系列、1993年）
- マンシングウェアオープン KSBカップ（瀬戸内海放送制作・テレビ朝日系列、2007年）
- JOBUアフタヌーンサウンド（FM大阪）
- TOYOBOメモリーポップス（TBSラジオ）
- 安達治彦→小林大作メモリーズオブユー（ABCラジオ）
- TOYOBOフレッシュアップ・サウンド（TOKYO FM・1990年代初頭） ほか
  - 現在は通常のレギュラー番組での提供はないが、ゴルフなどのスポーツ番組を提供していた時期があった。
  - クリエーター・デザイナーのチョーヒカルを起用したテレビCMを2017年12月30日から2018年1月4日まで全国ネットのスペシャル番組に集中的に提供していた。
  - その他、スポンサークレジット無しで「大鉄人17」（毎日放送制作・TBS系列）で30秒CMが一時期放映されていたこともある。

## 歴代キャンペーンガール
- 1980年（昭和55年度） - アネット・ラム
- 1981年（昭和56年度） - キャッシー・ムネノ
- 1982年（昭和57年度） - ナディーン・ナルモア
- 1983年（昭和58年度）- アンジー・ボイヤー、D・ケイサン
- 1984年（昭和59年度） - 南麻衣子、D・エリソンド
- 1985年（昭和60年度） - 橘わかこ
- 1986年（昭和61年度） - 豊田真穂
- 1987年（昭和62年度） - 梶原真弓
- 1988年（昭和63年度） - 小谷ゆみ
- 1989年（平成元年度） - 田代みゆき
- 1990年（平成2年度） - 鹿角久美子
- 1991年（平成3年度）- 畑知子
- 1992年（平成4年度） - 野谷マリ
- 1993年（平成5年度） - 中島史恵
- 1994年（平成6年度）- 吉野公佳
- 1995年（平成7年度） - かのこ
- 1996年（平成8年度） - 西原麻衣
- 1997年（平成9年度）- 小林亜久里
- 1998年（平成10年度）- 板倉香
- 1999年（平成11年度） - 井川遥
- 2000年（平成12年度） - 眞鍋かをり
- 2001年（平成13年度） - 紗川理帆
- 2002年（平成14年度） - 小川奈那

## 企業広告キャラクター
- チョーヒカル（2017年12月20日 - 2018年1月4日）[20]
  - 動画広告「チョーさん描く」篇、「バナナ○○」篇を公開。CMのためにチョーヒカルが「見た目と中身が違う」作品を制作した。
  - 外から見ると昔からの繊維の会社と思われがちな東洋紡が、中身は大きく変わってきているということを、ボディペイントで世界的に話題のクリエーター、チョーヒカルの作品「バナナフィッシュ」に重ね合わせて表現した。
- 加藤シゲアキ（NEWS）（2022年12月29日 - 2023年9月30日）[21][22]
  - アイドルグループNEWSのメンバーであり作家としての活動も行っている加藤シゲアキが、企業への直接取材をもとに物語を3篇書き下ろした。「加藤シゲアキ×TOYOBO」「物語が生まれる会社」をキービジュアル／フレーズとするテレビCMを全国で公開。BGMにはNEWSの「ハレルヤ」が使用された。そのほかオンライン広告、劇場広告[23]、日本経済新聞（2023年4月19日）に全面広告を掲出する[24]など、様々に展開された。
  - 起用理由は、「NEWS」のメンバーと小説家という二足の草鞋で、自らの得意分野を活かして道を切り開いてきた経緯を持つ加藤の活躍が、東洋紡の従業員、製品が個性的な特長などを生かして世の中の課題解決に貢献する、その存在感を示したいという企業の思いと重なったためである。

## 社会人スポーツ
1961年（昭和36年）に女子バレーボール部が発足する。1967年（昭和42年）から日本リーグに参戦して、一時期不安定になりながらも、強豪として数々の実績を残す。1994年（平成6年）にVリーグに移行（東洋紡オーキス・バレーボール部）してからも、大林素子などの活躍により2回の優勝を果たすが、本業の不振などの理由により2002年（平成14年度）をもってチームは解散して、40年余に渡る活動の幕を下ろした。